# ComputerBase
ComputerBase是由位于柏林的ComputerBase GmbH公司运营的德国IT新闻网站。它提供关于计算机和通信设备的新闻以及硬件评测报告，并设有一个论坛（ComputerBase Forum）。

## 历史
该网站于1999年4月16日上线，当时的名字是TommyHPC。2000年，它更名为ComputerBase。经历了几次改版后，目前的版本是ComputerBase 6.0，于2015年3月上线。